# Robert Cahen
Pour les articles homonymes, voir Cahen.
Robert Cahen, né en 1945 à Valence, est un compositeur de musique contemporaine et un vidéaste français. C'est un pionnier de l'art vidéo et de l'utilisation de l'électronique dans l'art et le traitement des images.

## Biographie
Robert Cahen suit, entre 1969 et 1971, une formation au Groupe de recherches musicales (GRM) de l'ORTF. Il devient un membre actif du GRM en 1971, après l'obtention du diplôme du Conservatoire national supérieur de musique et de danse de Paris sous la direction de Pierre Schaeffer, directeur du Service de la recherche de la RTF, qui l'intègre dans son équipe en tant que chercheur.
Robert Cahen pratique également, alors, la photographie et utilise un nouveau média, la vidéo. Il se rend rapidement compte qu'on peut manipuler, grâce à ce support, les images comme les sons. De plus, sa formation dans le champ de la musique concrète et électroacoustique lui facilite les choses. Après avoir réalisé un premier film en 16 millimètres, Portrait de Famille (1971), où il prend ses distances avec son père spirituel, Pierre Shaeffer, il débute, avec L'Invitation au voyage (1973), une carrière d'artiste vidéo. Entre 1973 et 1976, il est responsable de recherche de la vidéo expérimentale à l'Institut national de l'audiovisuel (INA). Puis en 1983, la vidéo "Juste le temps".
Robert Cahen est l'un des membres fondateurs de membre de Grand Canal Vidéo.
Un coffret contenant une partie importante de la production de Robert Cahen est sorti en 2011. Un CD avec ses premières compositions musicales s’y trouve inclus.
« L’école schaefferienne m’a donné le sens de l’expérimentation. De cet enseignement s’est dégagée l’idée force qu’on pouvait prendre les machines à contresens de ce qu’elles pouvaient nous offrir. Pierre Schaeffer disait qu’il ne faut pas demander à la machine uniquement ce qu’elle peut nous donner, mais l’obliger à faire des “trouvailles” en la “violentant”, en lui demandant des choses qu’elle ne saurait, en principe, pas faire. On pouvait commencer à penser, créer, réaliser, à partir, justement de cette trouvaille […] C’était quand même la “préhistoire” de la vidéo. La vidéo permettait de voir, tout de suite, l’effet du geste. Pierre Schaeffer aimait à rappeler cette petite phrase que Picasso citait souvent : “ Je trouve d’abord, je cherche ensuite ”. Moi aussi, je cherche, jusqu’à ce que je trouve. Les résultats deviennent, après, au montage, la matière première de l’œuvre que je construis. » .
Robert Cahen a réalisé de nombreux courts métrages pour le cinéma et la télévision, ainsi que des vidéos produites par l'INA, FR3, le Centre Pompidou, le Centre National des Arts Plastiques et des producteurs privés. Aujourd'hui, les œuvres de Robert Cahen sont présentes dans de nombreuses collections publiques en France et à l'étranger et ont reçu de nombreux prix lors de festivals. C'est un des artistes français les plus exposés à l'étranger. En 1992, il est lauréat de la Villa Médicis hors les murs et, en 1995, il réalise une installation permanente à Euralille, France (commande de la ville de Lille). Sa première exposition d'Installations vidéo, Robert Cahen s'installe a lieu en 1997 au Frac (Fonds régional d'art contemporain) Alsace et, en 2010, Le Jeu de Paume, à Paris, a accueilli une importante rétrospective de ses films et vidéos. Le travail critique de référence sur l'œuvre de Robert Cahen reste, encore aujourd'hui, celui de Sandra Lischi », Il respiro del Tempo, Cinema e video di Robert Cahen, Edizione ETS, Pise (Italie), 2009.

## Filmographie
- L'invitation au voyage, 9 min, vidéo, couleur, sonore. - (ORTF, 1973)
- Karine, film 16 mm, 8 min 20 s, Noir et blanc. - (1976)
- Sur le quai, film 16 mm, 10 min, Noir et blanc, sonore.- (Banc Public (Ulysse Laugier), 1978)
- Trompe l’œil, vidéo, 7 min 30 s -  (Studios vidéo de l'Ecole nationale supérieure des Arts décoratifs, Paris, 1979). Prix Spécial au Festival Vidéo de Tokyo 1980.
- Horizontales couleurs, vidéo, 14 min, muet. - (1979)
- L’entr’aperçu, vidéo, 9 min, couleur, sonore. - (I.N.A., Groupe Recherche Images (Serge Com), 1980). Prix spécial du Jury au Festival Vidéo de Tokyo 1981.
- Artmatic, vidéo, 4 min 15 s, couleur, sonore. - (1981). Prix «Arts et Informatique», Paris, 1980.
- Juste le temps, vidéo, 13 min, couleur, sonore. - (I.N.A., 1983). Premier Prix aux festivals de San Sebastian et de Grenoble, 1983.
- La danse de l'épervier, vidéo, 13 min, couleur, sonore. - (I.N.A., Ministère de la Culture, OCTET, 1984)
- Cartes postales vidéo Vidéo, 3 × 12 min, couleur, coréalisé avec Stephane Huter et Alain Longue. - (1984-1986)
- Parcelle de ciel, vidéo, 18 min, couleur, sonore, chorégraphie de Susan Buirge. - (1987)
- Le deuxième jour, vidéo, 8 min, couleur, sonore. - (Production France/USA, Ex Nihilo, I.N.A., The Kitchen, KTCA, 1988). Toucan d'argent au Festival de Rio pour la meilleure vidéo expérimentale, 1988. Prix spécial du jury au "Tokyo Vidéo Festival" 1988
- Chili impressions : carnet de voyage de Robert Cahen avec la collaboration d'Ermeline Le Mézo, vidéo 8, 12 min 30 s, couleur, sonore. - (Bureau des Editions Multimédia du Ministère des Affaires Etrangères (Pascal. E. Gallet), 1989)
- Solo, 4 min, couleur, sonore. - (RTVE, Espagne, pour «El arte del video», Anabase Films, Paris, 1989)
- L'île mystérieuse, vidéo, 16 min, couleur, sonore. - (Fearless/Cahen, 1991). Prix des Provinces francophones de Belgique, Liège, 1992.
- La nuit des bougies (La notte delle bugie), vidéo, 10 min 30 s, couleur. - (1993)
- Voyage d'hiver, vidéo, 18 min, couleur, sonore, réalisé en collaboration avec Angela Riesco. - (1993)
- Sept visions fugitives, video, 32 min, conception sonore Michel Chion. - (Arte, Les Films du Tambour de Soie, en collaboration avec le CIVV de Pierre Schaeffer, 1995)
- Corps flottants, video, 13 min, couleur, sonore, conception sonore Michel Chion. Textes extraits de "L'Oreiller d'herbe" de Natsume Soseki. Acteurs : Mayumi Toda et Kunio Mishima. - (1997)
- L'étreinte, vidéo, 8 min, noir et blanc et couleur, sonore. - (Strasbourg, Boulevard des Productions, 2003)
- Le cercle, vidéo, 13 min, couleur, muet. - (2005)
- Plus loin que la nuit, vidéo, 10 min, couleur, sonore. - (Strasbourg, Production Boulevard des Productions, 2005)
- HWK ou les cicatrices de l'invisible, vidéo, 13 min, couleur, muet. - (Strasbourg, Production Boulevard des Productions, 2005)
- Sanaa, passages en noir, projection vidéo, 7 min 07 s,  couleur, sonore. - (Strasbourg, Production Boulevard des Productions, 2007)
- Blind Song, vidéo, 4 min, couleur, sonore. - (2008)
- Red memory, vidéo, 9 min 30 s, couleur, sonore, coréalisé avec John Borst. - (2010)
- Dieu voit tout, vidéo, 11 min, couleur, sonore - (2011)
- Cérémonies, vidéo, 8 min 30 s - (2015)
- "Canton le Chinoise vidéo 52 min coréalisé avec Rob ROMBOUT 2001 UNLIMITED Productions
- "ARABIA FELIX Yémen un goût d'éternité  38 min (ou 35 min) 2022 La CINEFILIALE